# Jorge A. Vivó
Jorge A. Vivó Escoto (La Habana, 22 de febrero de 1906 - Ciudad de México, 13 de julio de 1979) fue un geógrafo, antropólogo, investigador y profesor cubano nacionalizado mexicano.

## Biografía
Fue secretario general (jefe) del primer Partido Comunista cubano desde 1927 a 1933. Se exilió en México desde 1929 a 1931 debido a que era perseguido por el gobierno cubano de Gerardo Machado. Regresó a Cuba en 1931, continuó con sus actividades contra Machado, y en 1933 volvió al exilio y se estableció para siempre en México. Fue miembro del Partido Comunista Mexicano, pero después se distanció de la política. Es profesor emérito de la Facultad de Filosofía y Letras de la Universidad Nacional Autónoma de México. Es considerado una figura trascendente para la enseñanza de la geografía en México.

## Premios y reconocimientos
- La Mapoteca "Jorge A. Vivó" de la Benemérita Universidad Autónoma de Puebla[3]